# Raymond Moulaert
Raymond Auguste Marie Moulaert (født 4. februar 1875 i Bruxelles, Belgien - død 18. januar 1962) var en belgisk komponist, professor, pianist, lærer og musikolog.
Moulaert studerede komposition på det Kongelige Musikkonservatorium i Bruxelles hos bl.a. Arthur De Greef og Edgar Tinel. Han blev professor på samme skole i harmonilærer, og lærer i komposition på Dronning Elisabeths Kapel for Musik i Bruxelles.
Moulaert har skrevet 2 symfonier, orkesterværker, koncertmusik, kammermusik, kantater, religiøsmusik og vokalværker sidstnævnte, som han specialiserede sig i.

## Udvalgte værker
- Symfoni nr. 1 "Valse" (1936) - for orkester
- Symfoni nr. 2 "af Fugues" (1942) - for orkester
- Klaverkoncert (1938) - for klaver og orkester
- "Symfonisk Etude" (1943) - for orkester
- Sinfonietta (1955) - for orkester
- Trompetkoncert (1937) - for trompet og orkester